# 邓小平同志办公室
邓小平同志办公室，简称邓办，是邓小平任党和国家领导人时期，存在于北京的一个机构。
1977年，邓小平复出，任中国共产党中央委员会副主席、中国共产党中央军事委员会副主席、中华人民共和国国务院副总理。1981年6月至1989年11月任中国共产党中央军事委员会主席；1982年9月至1987年11月任中国共产党中央顾问委员会主任；1983年6月至1990年3月任中华人民共和国中央军事委员会主席。1990年，邓小平引退。邓小平同志办公室是从邓小平复出后不久直到引退前的办事机构。其中在他担任军委主席期间，为中央军委主席办公室。

## 已知工作人员
- 主任：王瑞林[1]
- 警卫秘书：张宝忠[2]、赵家顺（少将）、年福纯（中将，后任解放军总政治部主任助理）、陈荫华（少将）、王福忠（少将）
- 护卫工作人员：孙勇（中央警卫局副局长，中将）
- 医生：吴蔚然（北京医院院长，全国政协常务委员）、胡士良（301医院心脑血管专家）、钱家顺、孟宪臣（少将）、曹厚发、陈德友、原媛、董仲新、付春恩、王士雯（女，回族，301医院老年心脏病学和老年急救医学专家，中国工程院院士）
- 卓琳秘书：王世斌（中将）
- 助理员：郭勤美（少将）、王海珍（少将）、袁宁（少将）、黄琳（少将）
- 护士：刘建华、帅云翠、王素芬、韩忠福、张学勤、袁波、王俊温、张玉兰、窦、李楠、徐平、张海平、田小京、张希京、杜青、孙碧霞
- 服务员：孟志丽、马军霄、杨翠菊、李波、李玲
- 厨师：刘、金姓二人
- 司机：程云久、牟忠平、宗司、周司[3]

## 日常工作
- 收发信件，将信件交给邓小平阅读[4]。
- 负责出行安排（如邓小平南巡）[2]。